# دنیسا پروتو
دنیسا پروتو (انگلیسی: Denisa Proto؛ زادهٔ ۲۵ آوریل ۱۹۹۱) بازیکن فوتبال اهل آلبانی است.
وی همچنین در تیم ملی فوتبال Albania بازی کرده‌است.